# Mari Kiviniemi
Mari Johanna Kiviniemi (Seinäjoki, 27 settembre 1968) è una politica finlandese, ministro capo della Finlandia dal 22 giugno 2010 al 22 giugno 2011.
Presidente del Partito di Centro dal 2010 al 2011, ha ricoperto in precedenza l'incarico di ministro per il commercio estero e lo sviluppo dal 2005 al 2006, quindi ministro per la pubblica amministrazione nel 2007, carica che ha ricoperto sino alla nomina a primo ministro, avvenuta in seguito alle dimissioni di Matti Vanhanen. Successivamente, in seguito alla sconfitta del suo partito alle elezioni del 2011, il suo posto viene poi preso da Jyrki Katainen.
Nel 2014 Kiviniemi è diventata vicesegretario generale dell'OCSE.

## Biografia
Kiviniemi è nata a Seinäjoki, in Finlandia. È cresciuta nelle zone rurali dell'Ostrobotnia meridionale ed è andata a scuola a Jalasjärvi. 
Dal 1985 al 1986 ha trascorso un anno attraverso uno scambio studentesco a Scheeßel, in Bassa Sassonia, dove ha frequentato la Eichenschule. Nel 1988 ha iniziato i suoi studi presso l'Università di Helsinki.

## Carriera politica

### Prima elezione al Parlamento
Dopo essere stata segretario generale dell'Unione degli Studenti Centristi dal 1990 al 1991, è stata eletta deputata alla Dieta nazionale il 24 marzo 1995 nel collegio elettorale di Vaasa. Ha ricoperto diverse vicepresidenze di commissioni parlamentari, tra cui quella dell'Economia, dopo la sua rielezione al Parlamento il 21 marzo 1999.

### Attività in salita
Mantiene il suo seggio alle elezioni parlamentari del 2003, e detiene brevemente la vicepresidenza del gruppo parlamentare centrista, prima di sedere nella Grande Commissione del Parlamento. il 5 ottobre 2003, a 35 anni, è stata nominata vicepresidente del Kesk, sotto la guida del premier Matti Vanhanen.
Ha anche ricoperto la vicepresidenza della Commissione per gli affari esteri tra il 2003 e il 2005 e dal 2004 è stata consigliere speciale di Vanhanen. Nello stesso periodo è stata anche membro del consiglio dei delegati parlamentari della Banca di Finlandia, prima di esserne presidente dal 2006 al 2007.

### Ministro due volte
Il 2 settembre 2005, è stata nominata ministro del commercio estero e dello sviluppo nel primo gabinetto di Matti Vanhanen, in sostituzione di Paula Lehtomäki, incinta, restituendole il suo portafoglio il 2 marzo 2006. Tuttavia, è tornata al governo il 19 aprile 2007, nella nuova coalizione guidata da Vanhanen, come ministro della pubblica amministrazione e del governo locale.

### Ministro capo
In seguito all'annuncio delle imminenti dimissioni da parte di Matti Vanhanen, ha deciso di candidarsi a dirigere l'esecutivo. È stata eletta presidente del Partito di Centro il 12 giugno 2010, battendo al secondo turno il ministro dell'economia Mauri Pekkarinen con 1.357 voti contro 1.035.
Vanhanen rinuncia alla sua carica ufficialmente il 18 giugno e quattro giorni dopo viene nominata Primo ministro dal Parlamento, con 115 voti contro 56. Seconda donna alla guida del governo dopo Anneli Jäätteenmäki, la sua ascesa alla presidenza del governo ha rifatto la Finlandia un Paese dove due capi dell'esecutivo sono donne. Ha poi rinnovato la coalizione con il Partito di Coalizione Nazionale (Kok), la Lega Verde (Vihr) e il Partito Popolare Svedese di Finlandia (SFP).

### Candidata per la sua successione
Si candida alla propria successione alle elezioni legislative del 17 aprile 2011, durante le quali il Kesk crolla al 15,8% dei voti e finisce in un umiliante quarto posto con soli 35 deputati su 200. Mentre il suo partito incassa il peggior punteggio dal 1917, il Kok è al primo posto, seguito dal Partito Socialdemocratico Finlandese (SDP) e dai Veri Finlandesi (PS). Il 22 giugno gli è succeduto il ministro delle finanze e presidente del Kok, Jyrki Katainen.
Con l'avvicinarsi del congresso del Partito di Centro, la sconfitta delle elezioni legislative e la scarsa posizione del partito nei sondaggi l'hanno portata a rinunciare a candidarsi per un secondo mandato. Gli succede il suo vice ed ex uomo d'affari Juha Sipilä il 9 giugno 2012.

## Vita privata
Figlia di agricoltori, Mari Kiviniemi è madre di due bambini ed è laureata in scienze politiche.